# Stuttgart Hauptbahnhof

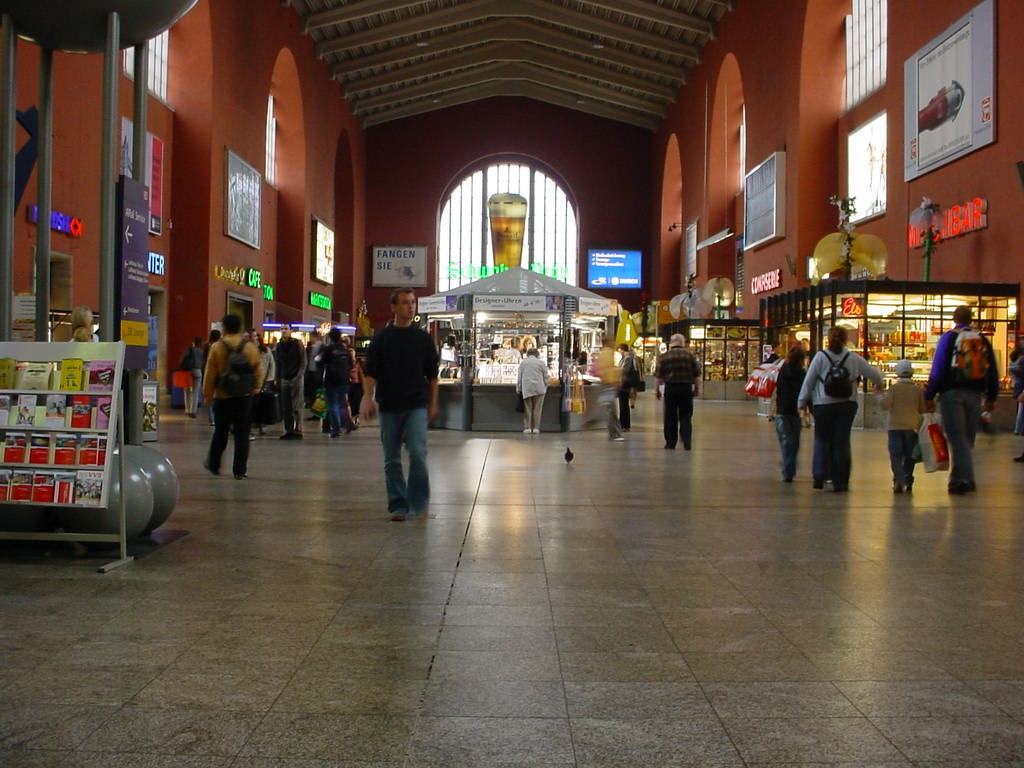
A váróterem

Stuttgart Hauptbahnhof (magyarul:  Stuttgart főpályaudvar) egyike Németország legnagyobb vasúti fejpályaudvarainak. Naponta több mint 220 000 utas fordul meg itt. Az állomás 17 vágányos. Naponta 590 vonat indul innen Németország különböző részeibe, továbbá Európa nagyvárosaiba. Az állomás 1922-ben nyílt meg. A német vasútállomáskategória első osztályába tartozik, ebben a kategóriában 20 német főpályaudvar található, jellemzően a legnagyobbak és legfontosabbak.

## Járatok

### Távolsági járatok
| Járat                        | Útvonal | Gyakoriság |
| ---------------------------- | --- | --- |
| ICE 11                       | Berlin – Leipzig – Erfurt – Eisenach – Fulda – Frankfurt (Main) – Mannheim – Stuttgart – Ulm – Augsburg – München | kétóránként |
| ICE 11                       | Wiesbaden – Mainz – Mannheim – Stuttgart – München | egy vonat |
| ICE 15                       | Stuttgart – Vaihingen (Enz) – Heidelberg – Darmstadt – Frankfurt (Main) – Erfurt – Halle (Saale) – Berlin (Frankfurt (Main)tól tovább mint ICE Sprinter) | egy vonat szombaton és vasárnap |
| ICE 22                       | (Kiel –) Hamburg – Hannover – Frankfurt (Main) – Mannheim – Stuttgart | kétóránként |
| ICE 26                       | Frankfurt (Main) – Heidelberg – Vaihingen (Enz) – Stuttgart | egy vonat (este) |
| ICE 42                       | Hamburg – Bremen – Münster – Dortmund – Essen – Duisburg – Köln – Frankfurt Flughafen – Mannheim – Stuttgart – Ulm – Augsburg – München | kétóránként |
| ICE 45                       | Köln – Wiesbaden – Mainz – Mannheim – Heidelberg – Stuttgart | egy vonatpár |
| ICE 47                       | (Münster –) Dortmund – Essen – Duisburg – Köln Messe/Deutz – Frankfurt Flughafen – Mannheim – Stuttgart | kétóránként |
| ICE/TGV 83                   | Paris Est – Straßburg – Karlsruhe – Stuttgart (– Ulm – Augsburg – München) | öt vonatpár naponta |
| IC 32                        | (Berlin – ... – Hannover – ... –) Dortmund Hauptbahnhof – Bochum Hauptbahnhof – Essen Hauptbahnhof – Duisburg – Düsseldorf Hauptbahnhof – Köln Hauptbahnhof – Bonn Hauptbahnhof – Koblenz Hauptbahnhof – Mainz Hauptbahnhof – Mannheim Hauptbahnhof – Heidelberg Hauptbahnhof – Stuttgart Hauptbahnhof (– Ulm Hauptbahnhof – ... Innsbruck Hauptbahnhof / Klagenfurt Hauptbahnhof / Oberstdorf ) bzw. (– Nürtingen – Reutlingen Hauptbahnhof – Tübingen Hauptbahnhof) egy vonatpár Innsbruck, Klagenfurt, Oberstdorf és Tübingen felé                                                                              | hétfő-csütörtök, szombat: négy vonatpár péntek, vasárnap: hét vonatpár |
| IC 34                        | Stuttgart Hauptbahnhof – Ludwigsburg – Pforzheim Hauptbahnhof – Karlsruhe Hauptbahnhof – Bruchsal – Wiesloch-Walldorf – Heidelberg Hauptbahnhof – Mannheim Hauptbahnhof – Frankfurt Flughafen Fernbf – Frankfurt (Main) Hauptbahnhof – Bad Nauheim – Wetzlar – Dillenburg – Siegen Hauptbahnhof – Siegen-Weidenau – Kreuztal – Lennestadt-Altenhundem – Lennestadt-Grevenbrück – Finnentrop – Plettenberg – Werdohl – Altena – Iserlohn-Letmathe – Witten Hauptbahnhof – Dortmund Hauptbahnhof | hétfő-péntek: egy vonat (éjszaka) |
| IC 55                        | Dresden Hauptbahnhof – Dresden-Neustadt – Riesa – Leipzig Hauptbahnhof – Flughafen Leipzig/Halle – Halle(Saale)Hauptbahnhof – Köthen – Magdeburg Hauptbahnhof – Helmstedt – Braunschweig Hauptbahnhof – Hannover Hauptbahnhof – Minden(Westf) – Herford – Bielefeld Hauptbahnhof – Gütersloh Hauptbahnhof – Hamm(Westf) Hauptbahnhof – Dortmund Hauptbahnhof – Hagen Hauptbahnhof – Wuppertal Hauptbahnhof – Solingen Hauptbahnhof – Köln Hauptbahnhof – Bonn Hauptbahnhof – Koblenz Hauptbahnhof – Mainz Hauptbahnhof – Mannheim Hauptbahnhof – Heidelberg Hauptbahnhof – Vaihingen(Enz) – Stuttgart Hauptbahnhof | kétóránként (nicht umsteigefrei Stuttgart – Dresden) |
| ICE 60                       | Karlsruhe Hauptbahnhof – Bruchsal – Stuttgart – Ulm Hauptbahnhof – Augsburg Hauptbahnhof – München-Pasing – München Hauptbahnhof | kétóránként |
| IC 61                        | Karlsruhe Hauptbahnhof – Pforzheim Hauptbahnhof – Stuttgart – Aalen Hauptbahnhof – Nürnberg Hauptbahnhof (– Augsburg Hauptbahnhof – München Hauptbahnhof) | kétóránként, egy vonatpár Lipcsébe |
| IC 62                        | Frankfurt (Main) Hauptbahnhof – Darmstadt Hauptbahnhof - Weinheim (Bergstr) Hauptbahnhof - Heidelberg Hauptbahnhof – Stuttgart – Ulm Hauptbahnhof – Augsburg Hauptbahnhof – München – ... Salzburg (– Klagenfurt / Graz) | kétóránként |
| IC 87                        | Stuttgart – Singen (– Zürich) | Stundentakt Óránkénti járat (RE 87-es járatként megjelent Stuttgartból Singenbe helyi menetjegyek esetén. Minden második vonat Zürichbe megy tovább, a másik több közbenső megállóval, és hétköznap kétszer megy tovább Konstanzba; 10/2023-tól minden vonat Zürichbe közlekedik) |
| EN50237 (EN 463) Kálmán Imre | Stuttgart - Ulm - München-Ost - Salzburg - Bécs - Győr - Budapest-Keleti | Napi egy |
| NJ237                        | Stuttgart - Ulm - München-Ost - Salzburg - Villach - Velence | Napi egy |
| EN40237 (EN415)              | Stuttgart - Ulm - München-Ost - Salzburg - Villach - Ljubljana - Zágráb | Napi egy, nyáron közvetlen kocsi Rijekába |
| FLX 10                       | Stuttgart – Heidelberg – Frankfurt (Main) Süd – Fulda – Erfurt – Halle (Saale) – Berlin Hauptbahnhof (tief) | két vonatpár |

### Regionális járatok
| Járat  | Útvonal | Járatsűrűség                           |
| ------ | --- | -------------------------------------- |
| IRE R1 | Stuttgart – Plochingen – Göppingen – Geislingen (Steige) – Ulm – Biberach (Riß) – Friedrichshafen Stadt – Lindau                                                                   | kétóránként                            |
| IRE R5 | Stuttgart – Vaihingen (Enz) – Mühlacker – Pforzheim – Karlsruhe | kétóránként                            |
| IRE R8 | Stuttgart – Reutlingen – Tübingen – Hechingen – Albstadt-Ebingen – Sigmaringen – Aulendorf                                                                                         | kétóránként                            |
| RE R1  | Stuttgart – Esslingen (Neckar) – Plochingen – Göppingen – Geislingen (Steige) – Ulm                                                                                                | óránként                               |
| RE R2  | Stuttgart – Waiblingen – Schorndorf – Schwäbisch Gmünd – Aalen | óránként, délutántól estig félóránként |
| RE R3  | Stuttgart – Waiblingen – Backnang – Schwäbisch ;Hall-Hessental – Crailsheim – Ansbach – Nürnberg                                                                                   | kétóránként                            |
| RE R4  | Stuttgart – Ludwigsburg – Bietigheim – Heilbronn – Bad Friedrichshall-Jagstfeld – Osterburken – Würzburg                                                                           | kétóránként                            |
| RE R5  | Stuttgart – Ludwigsburg – Bietigheim – Vaihingen (Enz) – Mühlacker – Pforzheim – Karlsruhe                                                                                         | kétóránként                            |
| RE R5  | Stuttgart – Ludwigsburg – Bietigheim – Vaihingen (Enz) – Mühlacker – Bretten – Bruchsal – Heidelberg                                                                               | kétóránként                            |
| RE R7  | Stuttgart – Böblingen – Herrenberg – Eutingen im Gäu – Horb – Rottweil – Tuttlingen – Singen                                                                                       | kétóránként                            |
| RE R7  | Stuttgart – Böblingen – Herrenberg – Eutingen im Gäu – Horb – Rottweil | kétóránként                            |
| RE R7  | Stuttgart – Böblingen – Herrenberg – Eutingen im Gäu – Freudenstadt | kétóránként                            |
| RE R8  | Stuttgart – Esslingen (Neckar) – Plochingen – Nürtingen – Metzingen (Württ) – Reutlingen – Tübingen                                                                                | óránként                               |
| RB R1  | Stuttgart – Esslingen (Neckar) – Plochingen – Göppingen – Geislingen (Steige) | kétóránként                            |
| RB R4  | (Donauwörth – Günzburg – Ulm – Geislingen (Steige) – Göppingen – Plochingen –) Stuttgart – Ludwigsburg – Bietigheim – Heilbronn – Bad Friedrichshall-Jagstfeld – Mosbach-Neckarelz | óránként                               |

### S-Bahn
| Járat | Útvonal |
| ----- | --- |
| S1    | Kirchheim unter Teck – Plochingen – Esslingen – Neckarpark – Bad Cannstatt – Hauptbahnhof – Stadtmitte – Feuersee – Schwabstraße – Vaihingen – Rohr – Böblingen – Herrenberg (additional trains on work days between Esslingen and Schwabstraße or Böblingen.) |
| S2    | Schorndorf – Weinstadt – Waiblingen – Bad Cannstatt – Hauptbahnhof – Stadtmitte – Feuersee – Schwabstraße – Vaihingen – Rohr – Flughafen/Messe – Filderstadt (additional trains on work days between Schorndorf and Vaihingen.) |
| S3    | Backnang – Winnenden – Waiblingen – Fellbach – Sommerrain – Nürnberger Straße – Bad Cannstatt – Hauptbahnhof – Stadtmitte – Feuersee – Schwabstraße – Universität – Vaihingen – Rohr – Flughafen/Messe (due to the opening of the new exhibition center, trains run to the airport on weekends; late evening traffic only goes to Vaihingen; additional trains on work days between Backnang and Vaihingen). |
| S4    | Schwabstraße – Hauptbahnhof – Zuffenhausen – Ludwigsburg – Marbach |
| S5    | Schwabstraße – Hauptbahnhof – Zuffenhausen – Ludwigsburg – Bietigheim |
| S6    | Schwabstraße – Hauptbahnhof – Zuffenhausen – Leonberg – Weil der Stadt |

## Vasútvonalak
- Mannheim–Stuttgart nagysebességű vasútvonal Mannheim felé
- Württemberg Western vasútvonal (Westbahn) tovább Mühlacker–Karlsruhe/Heidelberg felé
- Franconia vasútvonal (Frankenbahn) tovább Bietigheim-Bissingen–Heilbronn–Würzburg felé
- Fekete-erdő-vasútvonal (Schwarzwaldbahn) tovább Leonberg–Weil der Stadt –Calw felé
- Murr-vasútvonal (Murrbahn) tovább Backnang–Nürnberg felé
- Rems-vasútvonal (Remsbahn) tovább Schorndorf–Aalen elé
- Fils-völgyi vasútvonal (Filstalbahn) tovább Plochingen–Göppingen – Ulm felé
- Neckar-Alb vasútvonal (Neckar-Alb-Bahn) tovább Plochingen–Tübingen felé
- Gäubahn tovább Herrenberg–Rottweil/Freudenstadt-Singen felé

## Lásd még
- Stuttgart 21